# Neptunus ringar
Neptunus har ett svagt ringsystem bestående av flera distinkta ringar, och ovanliga ringbågar som finns Adamsringen. Partiklarna i ringarna är ovanligt mörka och innehåller en stor del mikroskopiskt damm.
Bevis på att ringarna hittades först i mitten av 1980-talet, då stjärnockulationer visade att ljuset "blinkade" till precis innan och efter Neptunus ockulerade stjärnan. Bilder från Voyager 2 1989 förklarade saken genom att visa ett ringsystem, av flera små svaga ringar. 
Den yttersta ringen (Adams) innehåller tre namngivna ringar: Liberté, Egalité, och Fraternité (Frihet, Jämlikhet och Broderskap). Existensen av bågarna är svårbegriplig då rörelselagarna anger att ringarna spritts ut till en jämn ring över väldigt kort tid. Den gravitationella effekten från Galatea, månen precis innanför ringen, tror man har orsakat ringarna.